# Wikstroemia skottsbergiana
Wikstroemia skottsbergiana är en tibastväxtart som beskrevs av Benkt U. Sparre. Wikstroemia skottsbergiana ingår i släktet Wikstroemia och familjen tibastväxter. IUCN kategoriserar arten globalt som utdöd. Inga underarter finns listade i Catalogue of Life.